# Feminicídios no Brasil em 2025
Alguns casos notórios de feminicídios no Brasil em 2025. 

## Contextos

### Geral
Segundo a CNN Brasil em junho, "quatro mulheres são assassinadas por dia no Brasil". Com base nos dados do Mapa da Segurança Pública de 2025 divulgado naquele mês, o portal divulgou o total de feminicídios nos últimos anos. 
| Ano  | Total | Ano  | Total |
| ---- | ----- | ---- | ----- |
| 2025 |       | 2020 | 1.355 |
| 2024 | 1.459 | 2019 | 1.314 |
| 2023 | 1.449 | 2018 |       |
| 2022 | 1.451 | 2017 |       |
| 2021 | 1.359 | 2016 |       |

### Paraíba
Em meados de julho o portal G1 reportou que na Paraíba o primeiro semestre de 2025 foi o segundo pior dos últimos dez anos, com 19 feminicídios registrados, nas cidades de Cajazeiras, Coremas, Araçagi, Cacimba de Dentro, Campina Grande, Conde, Cuité, Itaporanga, João Pessoa, Mulungu, Patos e Pilões, Pombal, Santa Rita, Solânea e Marizópolis. "A quantidade de casos deste ano só é menor da que foi registrada em 2018, quando 22 mulheres foram vítimas de feminicídios no primeiro semestre", enfatizou o portal. 

### Rio Grande do Sul
No Rio Grande do Sul, por exemplo, o feriadão entre a Sexta-Feira Santa e o de Tiradentes, entre 18 e 21 de abril, foi especialmente mortal este ano, com seis casos registrados só na Sexta-Feira Santa de 18 de abril. Indignado com o que chamou de uma "doença de machismo e misoginia",  jornalista e escritor gaúcho Fabrício Carpinejar divulgou um texto especial em suas redes sociais, com o título "Uma sexta-feira que matou a paixão".   
| “ | O estado mostra-se profundamente adoecido de machismo e misoginia. Da madrugada à tarde, das balas às facas, os crimes se espalharam como uma epidemia de ódio (...). | ” |
|   | — Fabrício Carpinejar. |   |

### São Paulo
São Paulo é o estado onde acontecem mais feminicídios e sua capital, entre janeiro e maio de 2025, havia registrado 29 casos, "o maior número registrado em um primeiro semestre desde que o Brasil passou a tipificar o crime", segundo o portal CNN Brasil. 

## Janeiro
| Nome e idade | Data | Cidade | Criminoso | Modo | Desfecho | Obs |
| ------------ | ---- | ------ | --------- | ---- | -------- | --- |
|              |      |        |           |      |          |     |
|              |      |        |           |      |          |     |
|              |      |        |           |      |          |     |
|              |      |        |           |      |          |     |
|              |      |        |           |      |          |     |
|              |      |        |           |      |          |     |
|              |      |        |           |      |          |     |
|              |      |        |           |      |          |     |
|              |      |        |           |      |          |     |

## Fevereiro
| Nome e idade | Data | Cidade | Criminoso | Modo | Desfecho | Obs |
| ------------ | ---- | ------ | --------- | ---- | -------- | --- |
|              |      |        |           |      |          |     |
|              |      |        |           |      |          |     |
|              |      |        |           |      |          |     |
|              |      |        |           |      |          |     |
|              |      |        |           |      |          |     |
|              |      |        |           |      |          |     |
|              |      |        |           |      |          |     |
|              |      |        |           |      |          |     |
|              |      |        |           |      |          |     |

## Março
| Nome e idade | Data | Cidade | Criminoso | Modo | Desfecho | Obs |
| ------------ | ---- | ------ | --------- | ---- | -------- | --- |
|              |      |        |           |      |          |     |
|              |      |        |           |      |          |     |
|              |      |        |           |      |          |     |
|              |      |        |           |      |          |     |
|              |      |        |           |      |          |     |
|              |      |        |           |      |          |     |
|              |      |        |           |      |          |     |
|              |      |        |           |      |          |     |
|              |      |        |           |      |          |     |

## Abril
| Nome e idade                       | Data       | Cidade            | Criminoso                    | Modo    | Desfecho                                     | Obs |
| ---------------------------------- | ---------- | ----------------- | ---------------------------- | ------- | -------------------------------------------- | --- |
| Jane Cristina Montiel Gobatto (54) | 18.04.2025 |                   | Milton Gobatto M (64)        | Facadas | Criminoso foi preso em flagrante             | Cumpre prisão preventiva em domicílio |
| Simone Andrea Meinhardt            | 18.04.2025 | Santa Cruz do Sul |                              | Facadas | Criminoso foi preso em flagrante e indiciado | [ 8 ] |
| Raíssa Müller (21)                 | 18.04.2025 | Feliz - RS        | Vinícius Britz (ex-namorado) | Facadas | Criminoso preso e indiciado pelo MP          | O então namorado da jovem, Richard, também foi morto, mas antes conseguiu esfaquear o criminoso, que foi levado a um hospital de Caxias do Sul e passou por cirurgia |
| Caroline Machado Dorneles          | 18.04.2025 | Parobé - RS       | Carlos Daniel de Oliveira    | Facadas | Criminoso se entregou                        | Foi morta na frente da filha de 5 anos e estava grávida do ex |
| Patrícia Viviane de Azevedo (50)   | 18.04.2025 | Viamão            | Augusto Santos Silva (22)    | Tiros   | Cumpre prisão preventiva                     | Vítima, 28 anos mais velha, foi morta após terminar relacionamento                                                                                                   |
| Juliana Proença Luiz (47)          | 18.04.2025 | São Gabriel - RS  | Gilberto Artifon             | Facadas | Autor preso                                  | Foi morta na frente da filha de 6 anos |
|                                    |            |                   |                              |         |                                              | |
|                                    |            |                   |                              |         |                                              | |

## Maio
| Nome e idade                           | Data  | Cidade           | Criminoso          | Modo  | Desfecho                          | Obs |
| -------------------------------------- | ----- | ---------------- | ------------------ | ----- | --------------------------------- | --- |
| Francisca Carla Veríssimo Ramalho (30) | 06.05 | Marizópolis - PB | José Almi Pinheiro | Tiros | Preso preventivamente e indiciado | O assassino é um ex-policial militar que, descontente com a separação, matou também o então namorado da vítima, Adriano Pereira Alves (34) |
|                                        |       |                  |                    |       |                                   | |
|                                        |       |                  |                    |       |                                   | |
|                                        |       |                  |                    |       |                                   | |
|                                        |       |                  |                    |       |                                   | |
|                                        |       |                  |                    |       |                                   | |
|                                        |       |                  |                    |       |                                   | |
|                                        |       |                  |                    |       |                                   | |
|                                        |       |                  |                    |       |                                   | |

## Junho
| Nome e idade                         | Data  | Cidade              | Criminoso                | Modo            | Desfecho                | Obs |
| ------------------------------------ | ----- | ------------------- | ------------------------ | --------------- | ----------------------- | --- |
| Raíssa Suelen Ferreira da Silva (23) | 02.06 | Curitiba - PR       | Marcelo Alves dos Santos | Estrangulamento | Autor preso e indiciado | Criminoso, que era amigo há anos da jovem, está preso e foi indiciado; ele, 18 anos mais velho, a matou após ter uma proposta de namoro rejeitada |
| Marcelle Júlia Araújo da Silvam(18)  | 12.06 | Rio de Janeiro - RJ | Zhaohu Qiu (35)          |                 | Preso e indiciado       | Autor, que é chinês, jogou o corpo para os cães comerem para tentar se livrar das provas                                                          |
| Raquel Gomes Nunes (46)              | 20.06 | Distrito Federal    | Fábio de Souza Santos    | Enforcamento    | Criminoso está preso    | [ 15 ] |
|                                      |       |                     |                          |                 |                         | |
|                                      |       |                     |                          |                 |                         | |
|                                      |       |                     |                          |                 |                         | |
|                                      |       |                     |                          |                 |                         | |
|                                      |       |                     |                          |                 |                         | |
|                                      |       |                     |                          |                 |                         | |

## Julho
| Nome e idade              | Data  | Cidade         | Criminoso                                 | Modo            | Desfecho                    | Obs |
| ------------------------- | ----- | -------------- | ----------------------------------------- | --------------- | --------------------------- | --- |
| Clarissa Costa Gomes (31) | 09.06 | Fortaleza - CE | Matheus Anthony Lima Martins Queiroz (26) | Socos e facadas | Autor preso preventivamente | A vítima era amiga de Juliette, vencedora do Big Brother Brasil 21; o autor era gestor ambiental e não aceitava o fim do relacionamento |
|                           |       |                |                                           |                 |                             | |
|                           |       |                |                                           |                 |                             | |
|                           |       |                |                                           |                 |                             | |
|                           |       |                |                                           |                 |                             | |
|                           |       |                |                                           |                 |                             | |
|                           |       |                |                                           |                 |                             | |
|                           |       |                |                                           |                 |                             | |

## Leia também
- Prisão preventiva